# Alegeri parlamentare în Republica Moldova, aprilie 2009
Alegerile parlamentare pentru cea de-a XVII-a legislatură a Parlamentului Republicii Moldova s-au desfășurat pe 5 aprilie 2009. Alegerile parlamentare s-au desfășurat în baza sistemului electoral proporțional absolut, întregul teritoriu al țării constituind o singură circumscripție electorală națională în care au fost aleși cei 101 deputați.

## Prevederi controversate ale Codului electoral
Spre deosebire de scrutinele anterioare, Parlamentul a introdus o serie de amendamente și restricții în Codul electoral: Partidul Comuniștilor din Republica Moldova (PCRM) și Partidul Popular Creștin Democrat au votat modificarea Codului Electoral al Republicii Moldova, între altele majorarea de la 4% la 6% a pragului de accedere în Legislativ a partidelor politice, interzicerea formării de blocuri electorale și incompatibilitatea funcției publice cu posesia cetățeniei multiple. Multe dintre formațiunile de opoziție au declarat că această mișcare este îndreptată împotriva lor. Comisia Europeană pentru Democrație prin Drept—Comisia de la Veneția și Oficiul pentru Instituții Democratice și Drepturile Omului (ODIHR/OSCE) au atras atenția într-o opinie comună că un prag de 6% combinat cu interzicerea alianțelor politice ar conduce la un număr mare de voturi irosite, recomandând anularea acestor prevederi. În același raport, se menționa negarea dreptului de a fi ales în alegerile parlamentare „persoanelor care pe lângă cetățenia Republicii Moldova dețin și cetățenia altui stat” (articolul 13(1) lit. c) din Codul Electoral al Republicii Moldova așa cum a fost modificat în aprilie 2008), fapt ce contravine articolului 38(3) din Constituție: Dreptul de a fi aleși le este garantat cetățenilor Republicii Moldova cu drept de vot, în condițiile legii. Opinii asemănătoare au fost exprimate și de ambasadorii țărilor Uniunii Europene în Republica Moldova, care au solicitat atenuarea acestor noi reguli. Președintele în exercițiu al Republicii Moldova, Vladimir Voronin, a declarat la 3 decembrie că reducerea pragului electoral nu este necesară și a adăugat că în alte țări, acest prag este chiar mai mare dând exemplul Rusiei și Turciei.

## Context
Comisia Electorală Centrală a Republicii Moldova a anunțat în contextul alegerilor din 2009 înscrierea a 2 549 804 de cetățeni ai Republicii Moldova pe listele electorale, o creștere inexplicabilă cu circa 146 mii de alegători față de alegerile locale din 2007. Se estima, totodată, că la data alegerilor între jumătate de milion și un milion dintre aceștia se aflau la muncă peste hotarele Republicii Moldova. Potrivit Codului electoral moldovenesc, secțiile de votare peste hotare se deschid pe teritoriul misiunilor diplomatice, corespunzând unui număr de circa 33 de secții de votare deschise în străinătate. Opoziția politică de la Chișinău, societatea civilă și comunitățile moldovenilor din Italia, Regatul Unit, Belgia, Olanda, Statele Unite și Irlanda au cerut în mod repetat autorităților să deschidă secții de votare „în țările în care locuiesc comunități de moldoveni, dar în care nu există misiuni diplomatice, dar și secții de votare suplimentare în localitățile în care trăiesc compact cetățeni moldoveni”. Aceste solicitări au fost susținute prin acțiuni de protest organizate în zilele de 7 și 8 februarie 2009 de Partidul Liberal și Partidul Liberal Democrat din Moldova. Cu toate acestea, Comisia Electorală Centrală a reiterat într-un comunicat de presă difuzat la 16 februarie „imposibilitatea legală de a constitui secții de votare în străinătate altele decât cele de pe lângă misiunile diplomatice și oficiile consulare ale Republicii Moldova”.
O problemă a constituit-o și asigurarea dreptului la vot al locuitorilor din stânga Nistrului. Potrivitul Ministerului Dezvoltării Informaționale, în 2008, 58,7% din locuitorii transnistreni cu vârsta de peste 16 ani dețineau cetățenia moldovenească, date contestate de presa oficială transnistriană: potrivit datelor recensământului din noiembrie 2004, în regiune locuiau la acel momnt doar puțin peste 100 de mii de cetățeni ai Republicii Moldova (19,4% din populația totală transnistriană). După declararea independenței Republicii Moldova autoritățile moldovene nu au putut crea condiții pentru organizarea votării în raioanele din stînga Nistrului, controlate de autoritățile separatiste. Procesul de votare s-a desfășurat de fiecare dată în secții speciale de votare, amplasate în localitățile limitrofe regiunii transnistrene—o soluție paliativă aplicată deopotrivă în cazul alegerilor din 2009. În acest sens, Comisia Electorală Centrală a constituit circumscripția electorală nr. 37 pentru raioanele din stânga Nistrului, urmând ca procesul de votare să se desfășoare în secții de votare controlate de autoritățile constituționale.
Alegerile au survenit în contextul încheierii a două legislaturi în care Partidul Comuniștilor (PCRM) a deținut majoritatea în Parlamentul moldovean. În sarcina viitorului Parlament se afla, printre altele, și alegerea unui nou președinte, în condițiile în care cel de-al doilea mandat succesiv al președintelui Vladimir Voronin urma să expire la 7 aprilie 2009, iar potrivit Constituției șeful statului nu mai putea candida pentru propria succesiune. Pentru alegerea președintelui este nevoie de votul a 61 de deputați din cei 101 aleși în Legislativ. Republica Moldova era la data alegerilor cea mai săracă țară din Europa și ultimul stat de pe continent în care un partid comunist nereformat se afla singur la guvernare. „Partidul Comuniștilor a instaurat un clan mafiot în republică”, relata săptămânalul german Der Spiegel—„cu toate acestea, popularitatea sa se explică prin continua promovare a «visului socialist», cu efecte reperabile în era sovietică, când cea mai săracă regiune a Europei a cunoscut un boom semnificativ”. Contextul electoral a adus reunificarea Germaniei din anii 1990 în spațiului public moldovenesc, cu referire la mișcarea pentru reunificarea României cu Republica Moldova. În campania electorală care a precedat alegerile din 5 aprilie, partidele de opoziție au militat pentru legături tot mai strânse cu România, bucurându-se de un suport masiv din partea populației: Dorin Chirtoacă, primar în funcție al capitalei moldovenești din partea „Partidului Liberal”, se arăta un adept al curentului reunificării, iar Serafim Urechean, liderul celui mai mare partid de opoziție din a XVI-a legislatură, Alianța „Moldova Noastră”, și-a exprimat sprijinul pentru o alianță cu România în vederea apropierii Republicii Moldova de Uniunea Europeană. Partidul cel mai interesat în a menține independența Moldovei era cel comunist, care s-a aflat la putere în ultimii opt ani ce au precedat alegerile parlamentare din 2009.

## Concurenți electorali
Conform Codului Electoral, în cazul alegerilor parlamentare din aprilie 2009, procesul de desemnare a candidaților a început cu 60 de zile înainte de ziua alegerilor și s-a terminat cu 30 de zile înainte de această dată. Comisia Electorală Centrală a început să primească actele necesare înregistrării în calitate de concurenți electorali la 5 februarie 2009, dată la care a avut loc și prima tragere la sorți în vederea stabilirii ordinii de înscriere a acestora pe buletinul de vot. În prima zi, au depus actele necesare în vederea înregistrării în calitate de concurenți electorali șapte formațiuni politice: Partidul Social Democrat din Moldova, Partidul Liberal, Alianța „Moldova Noastră”, Partidul Popular Creștin Democrat, Partidul Comuniștilor din Republica Moldova, Partidul Liberal Democrat din Moldova și Partidul Democrat din Moldova. Ulterior au intrat în cursa electorală Uniunea Centristă din Moldova, Mișcarea social-politică „Acțiunea Europeană", Partidul Dezvoltării Spirituale „Moldova Unită", Partidul Conservator, Partidul Republican din Moldova și independenții Sergiu Banari, Ștefan Urâtu, Victor Răilean, Tatiana Țîmbalist și Alexandr Lomakin. Partidul Agrar și Partidul Socialiștilor Patria-Rodina și-au anunțat absenteismul din procesul electoral, preferând să susțină comuniștii, pe lista cărora și-au delegat câte un reprezentant. La 26 martie, Partidul Politic „Pentru Neam și Țară”, deși înregistrat de Comisia Electorală Centrală, și-a anunțat retragerea din cursa electorală, declarându-și sprijinul pentru Alianța „Moldova Noastră.” La fel, Uniunea Muncii „Patria-Rodina” a ieșit din cursa electorală în sprijinul aceleași formațiuni. Partidul Ecologist „Alianța Verde” și candidatul independent Valentina Cușnir au anunțat la rândul în pre-săptămâna alegerilor, că renunță la participarea în alegerile din 2009 în favoarea Partidului Liberal Democrat din Moldova.
Pentru cele 101 de mandate de deputat eligibile, fiecare partid a trebuit să prezinte la înregistrarea în cursa electorală o listă de 101 de candidați plus doi membri supleanți.

## Campania electorală
Într-o rezoluție remisă de Senatul Statelor Unite Guvernului Republicii Moldova înainte de alegerile din martie 2005, acestea au fost calificate ca fiind „parțial libere, dar incorecte”, precizându-se despre campania electorală pentru parlamentarele din 2009 că „a fost afectată” de mai multe neregularități sesizate de către Comisia de Observatori internaționali, inclusiv de către OSCE. Misiunea de Observare a Alegerilor
Republica Moldova a OSCE a remarcat într-un raport aspecte negative în procesul electoral, precum utilizarea abuzivă a resurselor administrative, probleme privind componența listelor electorale și acoperirea mediatică dezechilibrată în favoarea majorității aflate la putere. OSCE a raportat primirea mai multor relatări de la partidele de opoziție cu privire la intimidarea de către poliție și autoritățile locale a alegătorilor doritori să participe la evenimentele de partid și privind activiștii de partid și candidații urmăriți de
angajați ai organelor de ocrotire a normelor de drept.
În ceea ce privește reflectarea campaniei electorale în mass-media din Republica Moldova, rezultatele unei monitorizări întreprinse de „Asociația Presei Electronice” (APEL) au arătat ca posturile de televiziune NIT, N4 și Moldova 1 au susținut Partidul Comuniștilor (PCRM) în campania pentru alegerile parlamentare, în timp ce EuTV a promovat Partidul Popular Creștin Democrat (PPCD); totodată, postul Prime, cu acoperire națională, s-a implicat în ultima parte a campaniei, prezentând doar activitatea PCRM, iar 2 Plus nu a reflectat în programele sale campania electorală. APEL a concluzionat că celelalte 3 posturi de televiziun dintre cele 9 analizate (ProTV Chișinău, TV7 și TVC21) au practicat un jurnalism apropiat de rigorile deontologice pe toată durata campaniei. În dezbaterea electorală, partidele de liberale de opoziție au pledat pentru îmbunătățirea relațiilor externe cu România și apropierea de Uniunea Europeană. Mișcarea „Acțiunea Europeană” (MAE) a avut un mesaj puternic anti-corupție prin lansarea unui „Pact Național Împotriva Corupției”, dublat de organizarea unor marșuri împotriva corupției în 12 orașe din Republica Moldova. Partidul Social Democrat (PSDM) a introdus în dezbaterea electorală posibilitatea concesionării Transnistriei, pe o perioadă de 30 de ani, Federației Ruse, în vreme ce liderul Uniunii Centriste (UCM), Vasile Tarlev, fost prim-ministru în guvernarea comunistă, s-a pronunțat pentru rămânerea forțelor ruse de menținere a păcii în această regiune. În ultima parte a campaniei, Partidul Comuniștilor din Republica Moldova, aflat la putere, a decis să-și suspende participarea la toate dezbaterile electorale televizate, motivând prin lipsa unor interlocutori viabili în rândul celorlalte partide, cărora, între altele, le-a reproșat că au pe liste cetățeni străini.
Potrivit datelor Comisiei Electorale Centrale (CEC), Partidul Comuniștilor a cheltuit cea mai mare sumă în campania premergătoare alegerilor parlamentare din 2009, urmat de Partidul Liberal Democrat din Moldova, Partidul Social Democrat, Alianța „Moldova Noastră”, Partidul Democrat din Moldova și Mișcarea „Acțiunea Europeană”.
Campania electorală s-a încheiat la 3 aprilie, când majoritatea partidelor importante de la Chișinău au prezentat date și concluzii pe marginea acesteia. Partidul Liberal Democrat din Moldova (PLDM) a lansat cu această ocazie un volum de 765 de pagini numit „Dosarul guvernării comuniste. Volumul I”, în care au fost culese documente și probe în sprijinul acuzațiilor de abuz aduse Partidului Comuniștilor în cei opt ani cât s-a aflat la guvernare. Totodată, în cadrul ultimei emisiuni de dezbateri de la postul public Moldova 1, Dorin Chirtoacă, cap de listă al Partidului Liberal și-a anunțat intenția de a propune partidelor parlamentare democratice formarea unei coaliții postelectorale. În aceeași zi, Nicolae Gârbu, membru al Comisiei Electorale Centrale, a declarat că în cadrul instituției din care face s-a creat o majoritate comunistă care a încălcat flagrant Codul Electoral și Regulamentul CEC. Acest scandal a izbucnit pe fondul respingerii contestației prezentate de Alianța „Moldova Noastră”, cu privire la emisia unui spot publicitar plasat de PCRM care prelua imagini din mesajele publicitare AMN, substituind mesajul partidului—în condițiile în care CEC ceruse anterior retragerea de către AMN și PL a unor spoturi electorale denigratoare la adresa PCRM. Cu toate acestea, Partidul Comuniștilor a primit cele mai multe avertizări din partea Comisiei Electorale Centrale pe toată durata campaniei.

## Sondaje
Potrivit sondajelor, numai patru sau cinci formațiuni erau creditate cu șanse reale de a accede în Parlament, în condițiile în care pragul electoral a fost ridicat la 6%. Partidul Comuniștilor (PCRM) a câștigat scrutinele parlamentare din 2001 și 2005, obținând 71 de mandate în 2001 și 55 în 2005. Un barometru de opinie publică realizat de Institutul de Politici Publice în octombrie 2008 releva faptul că 47% dintre persoanele care au exprimat o opinie electorală ar fi votat pentru PCRM dacă în duminica ulterioară sondării s-ar fi organizat alegeri, corespunzând majoritărții mandatelor din Parlament în urma redistribuirii. Cei care optau pentru PCRM erau, în special, persoanele în etate, de naționalitate ucraineană și rusă, cu nivel de studii și nivel socio-economic scăzut, potrivit aceluiași barometru. Alianța Moldova Noastră (AMN), condusă de fostul primar al Chișinăului Serafim Urechean, era creditată cu 11% din intențiile de vot. Zece procente dintre cei care au exprimat o opinie politică nominalizau Partidul Liberal (PL), partid extraparlamentar, propulsat de primarul în funcție al capitalei, Dorin Chirtoacă. O altă formațiune extraparlamentară cotată cu intenții de vot asemănătoare (9%) în sondaj era Partidul Liberal Democrat (PLDM), fondat de Vlad Filat, fost ministru de stat în Guvernul Republicii Moldova. Procentul altor concurenți electorali potrivit sondajului IPP nu depășea pragul de 6%, deși două partide se aflau la acel moment la limita acestuia: Partidul Social Democrat (PSD), condus de ex-premierul Dumitru Braghiș și Partidul Popular Creștin Democrat (PPCD), condus de Iurie Roșca, o figură proeminentă a demonstrațiilor unioniste din anii 1990. 
Cu toate acestea, ponderea persoanelor indecise se constituia la un nivel de 38% din totalul persoanelor chestionate în sondaj,, împiedicând ca rezultatele să poată da o previziune exactă a alegerilor din 2009, însă ele au confirmat un trend descendent al Partidului Comuniștilor și unul crescător pentru PL și PLDM.
Rezultatele a două sondaje realizate de compania de sondare CBS-AXA în septembrie și, respectiv, noiembrie 2008, au venit în sprijinul datelor prezentate de barometrul de opinie publică: susținerea reală la nivelul întregii societăți a PCRM se afla la data realizării sondajelor la 30%, dar, datorită numărului mare de indeciși și al celor care au declarat că nu vor participa la alegeri—aproape 40% dintre persoanele chestionate în cadrul primului sondaj și 35% în cel de-al doilea—, popularitatea partidului în totalul opțiunilor exprimate atingea 47 de puncte procentuale. Calculat din numărul celor care au exprimat o opțiune de vot, primul sondaj realizat de CBS-AXA dădea, spre deosebire de barometrul IPP, șanse mari de a accede în Parlament Partidului Social Democrat (PSD) cu 9,3% din totalul opțiunilor de vot exprimate, în timp ce restul diferențelor erau acoperit de marjele de eroare ale celor două anchete. Cu toate acestea, sondajul realizat de același institut în noiembrie plasa PSD sub pragul electoral, confirmând ordinea prezentată în barometrul Institutului de Politici Publice (IPP) prezentat în octombrie 2008.
În ultimul sondaj publicat în Republica Moldova înainte de alegerile din 2009, curpinzând date culese în perioada premergătoare alegerilor din 2009 (28 februarie – 14 martie 2009), doar Partidul Comuniștilor (36,2%), Partidul Liberal Democrat (8,3%) și Partidul Liberal (8,2%) erau cotate deasupra pragului de 6%, în timp ce Alianța „Moldova Noastră” (5,4%) se afla la limita acestui prag. Cu toate acestea, indecișii și non-respondenții reprezentau 26,4% din persoanele chestionate, în timp ce 6,8% dintre respondenți și-au declarat intenția de a nu participa la vot. Liderii partidelor de opoziție au respins rezultatele, acuzând realizatorii sondajului că ar fi făcut jocul comuniștilor.

## Desfășurarea scrutinului
În duminica alegerilor, rata de participare înregistrată la închiderea secțiilor de votare (ora 21.00) a fost de 59,50%, suficient pentru a considera alegerile parlamentare valabile. Cea mai redusă prezență la vot s-a înregistrat în municipiul Bălți (50,94%) iar cea mai mare în raionul Basarabeasca (81,42%). Prezența la urne în municipiul Chișinău a fost de 61,46%.

### Sondaj la ieșirea de la urne

Grafic reprezentând rezultatele
partidelor (procent din voturi) și mandatele câștigate conform exit pollului

După închiderea urnelor, Institutul de Politici Publice de la Chișinău a făcut public un sondaj la ieșirea de la urne, potrivit căruia trecuseră pragul electoral doar patru partide politice: Partidul Comuniștilor a obținut 44,7% din opțiunile respodenților (corespunzând unui număr de 55 de mandate), Partidul Liberal 14,5% (adică 17 mandate), Partidul Liberal Democrat din Moldova 14,0% (adică 17 mandate), iar Alianța “Moldova Noastră” 9,9% (12 mandate). Sondajul a fost efectuat de către 800 de operatori, prezenți de la 7 dimineața la 200 de secții de votare din Republica Moldova. Directorul Institutului European de Studii Politice, Viorel Cibotaru a apreciat modul de desfășurare a exit pollului, remarcând lipsa relativă a neînțelegerilor în secțiile de votare. Respondenților li s-au pus câteva întrebări referitor la vârstă, studii sau apartenență etnică, nu și la nume, pentru ca votul lor să rămână secret. Ulterior aceștia au trebuit sa noteze, într-un buletin, concurentul electoral cu care au votat și să-l introducă într-o urnă specială.
În avanpremiera unui eventual scepticisim al unor lideri de partid referitor la rezultatul exit pollului, Viorel Cibotaru a menționat:
„Rezultatele estimative ale unui sondaj de opinie nu sunt probă a judeca pe cineva sau a face concluzii privind fraudarea, deși, în multe cazuri, anume rezultatele exit pollurilor au dus la descoperirea modului în care s-au fraudat alegerile într-o țară sau alta.”—Viorel Cibotaru, director al Institutului European de Studii Politice Chișinău
Numărul respondenților a fost de 18 000, iar marja de eroare s-a plasat la 1,5%. Sondajul a fost realizat la 5 aprilie 2009 de un grup de instituții obștești și private (Institutul de Politici Publice, Institutul European de Studii Politice din Moldova, Asociația pentru Democrație Participativă ADEPT, CBS-AXA și IMAS Inc.), asociate în proiectul „Pentru alegeri mai transparente și corecte: Exit Poll 2009”.

### Rezultate finale
| Partid / Alianță electorală   | Partid / Alianță electorală                     | Voturi    | %      | Locuri | +/-  |
| ----------------------------- | ----------------------------------------------- | --------- | ------ | ------ | ---- |
|                               | Partidul Comuniștilor din Republica Moldova     | 760,551   | 49.48  | 60     | 4▲   |
|                               | Partidul Liberal                                | 201,879   | 13.13  | 15     | 15 ▲ |
|                               | Partidul Liberal Democrat din Moldova           | 191,113   | 12.43  | 15     | 15 ▲ |
|                               | Alianța Moldova Noastră                         | 150,155   | 9.77   | 11     | 11▼  |
|                               | Partidul Social Democrat                        | 56,866    | 3.70   | 0      | —    |
|                               | Partidul Popular Creștin Democrat               | 46,654    | 3.04   | 0      | 11▼  |
|                               | Uniunea Centristă din Moldova                   | 42,211    | 2.75   | 0      | —    |
|                               | Mișcarea social-politică „Acțiunea Europeană”   | 15,481    | 1.01   | 0      | —    |
|                               | Partidul Conservator                            | 4,399     | 0.29   | 0      | —    |
|                               | Partidul Dezvoltării Spirituale „Moldova Unită” | 3,357     | 0.22   | 0      | —    |
|                               | Partidul Republican din Moldova                 | 1,436     | 0.09   | 0      | —    |
|                               | Candidați independenți                          | 17,287    | 1.13   | 0      | —    |
| Voturi valide                 | Voturi valide                                   | 1,537,087 | 98.84  | —      | —    |
| Voturi invalide/albe          | Voturi invalide/albe                            | 18,996    | 1.16   | —      | —    |
| Total                         | Total                                           | 2,704,103 | 100.00 | 101    | —    |
| Votanți înregistrați/prezența | Votanți înregistrați/prezența                   | 1,556,083 | 57.55  | —      | —    |
| Sursa: e-democracy.md         |                                                 |           |        |        |      |

| Unitate Teritorială              | Prezență | PCRM   | PL     | PLDM   | AMN    |
| -------------------------------- | -------- | ------ | ------ | ------ | ------ |
| Municipiul Bălți                 | 49,85%   | 56,43% | 7,48%  | 11,10% | 6,34%  |
| Municipiul Chișinău              | 59,27%   | 42,43% | 22,38% | 15,62% | 9,99%  |
| ↳ Sectorul Botanica              | 57,88%   | 50,95% | 18,34% | 13,65% | 7,76%  |
| ↳ Sectorul Buiucani              | 60,52%   | 43,42% | 22,55% | 16,05% | 8,73%  |
| ↳ Sectorul Centru                | 61,37%   | 42,84% | 21,81% | 17,21% | 8,60%  |
| ↳ Sectorul Ciocana               | 60,12%   | 39,99% | 25,01% | 16,25% | 9,95%  |
| ↳ Sectorul Rîșcani               | 58,07%   | 46,01% | 19,83% | 15,04% | 9,93%  |
| ↳ Suburbia Municipiului Chișinău | 59,14%   | 28,48% | 28,55% | 16,62% | 15,05% |
| Anenii Noi                       | 54,84%   | 53,80% | 13,14% | 12,82% | 6,81%  |
| Basarabeasca                     | 74,48%   | 53,61% | 4,29%  | 7,46%  | 7,95%  |
| Briceni                          | 60,65%   | 64,07% | 7,38%  | 7,29%  | 9,97%  |
| Cahul                            | 55,82%   | 42,69% | 14,33% | 16,59% | 10,30% |
| Cantemir                         | 57,61%   | 47,11% | 9,89%  | 19,21% | 10,15% |
| Călărași                         | 53,11%   | 43,39% | 17,67% | 8,67%  | 16,99% |
| Căușeni                          | 55,15%   | 53,01% | 9,89%  | 9,14%  | 11,00% |
| Cimișlia                         | 54,89%   | 56,79% | 8,99%  | 8,64%  | 12,12% |
| Criuleni                         | 59,07%   | 45,40% | 15,95% | 10,66% | 14,08% |
| Dondușeni                        | 63,57%   | 64,65% | 4,43%  | 8,49%  | 6,13%  |
| Drochia                          | 58,04%   | 56,91% | 9,43%  | 12,18% | 8,75%  |
| Dubăsari                         | 65,70%   | 74,89% | 5,19%  | 4,95%  | 5,46%  |
| Edineț                           | 58,95%   | 58,20% | 3,60%  | 6,57%  | 9,52%  |
| Fălești                          | 55,83%   | 58,55% | 5,77%  | 9,51%  | 5,88%  |
| Florești                         | 62,77%   | 61,17% | 3,83%  | 16,89% | 7,38%  |
| Glodeni                          | 54,00%   | 53,38% | 7,39%  | 9,65%  | 7,73%  |
| Hîncești                         | 55,72%   | 45,47% | 11,05% | 17,21% | 10,23% |
| Ialoveni                         | 57,10%   | 33,86% | 20,93% | 18,90% | 14,35% |
| Leova                            | 54,18%   | 48,20% | 8,23%  | 11,03% | 15,64% |
| Nisporeni                        | 54,08%   | 36,16% | 21,92% | 14,90% | 10,34% |
| Ocnița                           | 64,73%   | 67,59% | 3,84%  | 8,74%  | 4,91%  |
| Orhei                            | 58,09%   | 39,37% | 15,50% | 11,01% | 11,29% |
| Rezina                           | 64,22%   | 55,52% | 8,04%  | 16,62% | 7,00%  |
| Rîșcani                          | 56,94%   | 55,90% | 8,26%  | 7,91%  | 10,01% |
| Sîngerei                         | 55,55%   | 54,77% | 7,48%  | 12,41% | 9,50%  |
| Soroca                           | 56,85%   | 53,92% | 7,58%  | 10,06% | 14,42% |
| Strășeni                         | 54,54%   | 44,06% | 17,34% | 10,02% | 14,68% |
| Șoldănești                       | 61,07%   | 55,54% | 6,42%  | 10,64% | 13,64% |
| Ștefan Vodă                      | 58,14%   | 46,92% | 9,76%  | 11,19% | 8,51%  |
| Taraclia                         | 64,90%   | 69,41% | 0,88%  | 3,87%  | 3,27%  |
| Telenești                        | 61,55%   | 42,03% | 8,71%  | 20,92% | 14,28% |
| Ungheni                          | 58,24%   | 53,83% | 10,66% | 8,56%  | 10,93% |
| UTA Găgăuzia                     | 53,72%   | 63,69% | 0,48%  | 1,34%  | 0,61%  |
| Voturi din străinătate           | 48,23%   | 8,54%  | 45,50% | 24,86% | 7,93%  |
| Total                            | 57,55%   | 49,48% | 13,13% | 12,43% | 9,77%  |

Rezultatele pe fiecare unitate administrativ-teritorială (cu opoziție unită)
Harta prezenței la vot pe raion
Rezultatele pentru Partidul Comuniștilor din Republica Moldova pe raion:      70–80%     60–70%     50–60%     40–50%     30–40%     20–30%     0–10%
Rezultatele pentru Partidul Liberal pe raion:      40–50%     20–30%     10–20%     0–10%
Rezultatele pentru Partidul Liberal Democrat din Moldova pe raion:      20–30%     10–20%     0–10%
Rezultatele pentru Alianța ”Moldova Noastră” pe raion:      10–20%     0–10%
Rezultatele pentru Opoziție pe raion:      70–80%     60–70%     50–60%     40–50%     30–40%     20–30%     10–20%     0–10%

### Declarații contradictorii despre desfășurarea votării
În altă ordine de idei, raportul Organizației pentru Securitate și Cooperare în Europa cu privire la algerile din 5 aprilie a adus calificări pozitive procesului de votare, menționând calmul relativ din ziua scrutinului, deși au fost raportate câteva incidente. Cu toate acestea, baroneasa Emma Nicholson, parlamentar european și  observator acreditat la alegerile din Republica Moldova a criticat raportul OSCE cu privire la desfășurare scrutinului într-un interviu acordat postului de radio britanic BBC, declarând că ea și alți observatori au avut impresia că sistemul a putut fi manipulat, fără însă a avea dovezi:
„Problema este că e vorba de un raport al OSCE și în organizație sunt, bineînțeles, rușii. Iar punctul lor de vedere a fost destul de diferit, substanțial diferit de al meu, spre exemplu.[...] M-am luptat din greu, la fel ca alții, să introduc o serie de declarații ferme în raport, dar punctele noastre de vedere au fost respinse.[...] La ora 1.00 noaptea comuniștii aveau 35% din voturi, iar cele 15-16 partide de opoziție aveau împreună 40-45%. La ora 8.00 dimineața, situația s-a schimbat radical. Comuniștii aveau 50%, iar opoziția înregistra un procent foarte mic.”—Baroneasa Emma Nicholson, europarlamentar britanic, parte a misiunii OSCE de supervizare a alegerilor din Republica Moldova
Pe de altă parte, Coaliția 2009 pentru alegeri libere și corecte, o asociație de organizații neguvernamentale locale care a participat la observarea alegerilor, a calificat scrutinul din 5 aprilie ca fiind incorect și parțial liber.
Per total, raportul privind desfășurarea alegerilor generale, prezentat în plenul Adunării Parlamentare a Consiliului Europei (APCE), a fost mai critic decât cel referitor la alegerile din 2005. Totuși, același raport nota că multe standarde internaționale au fost respectate, subliniind importanța procesului postelectoral.

## Reacții la publicarea rezultatelor

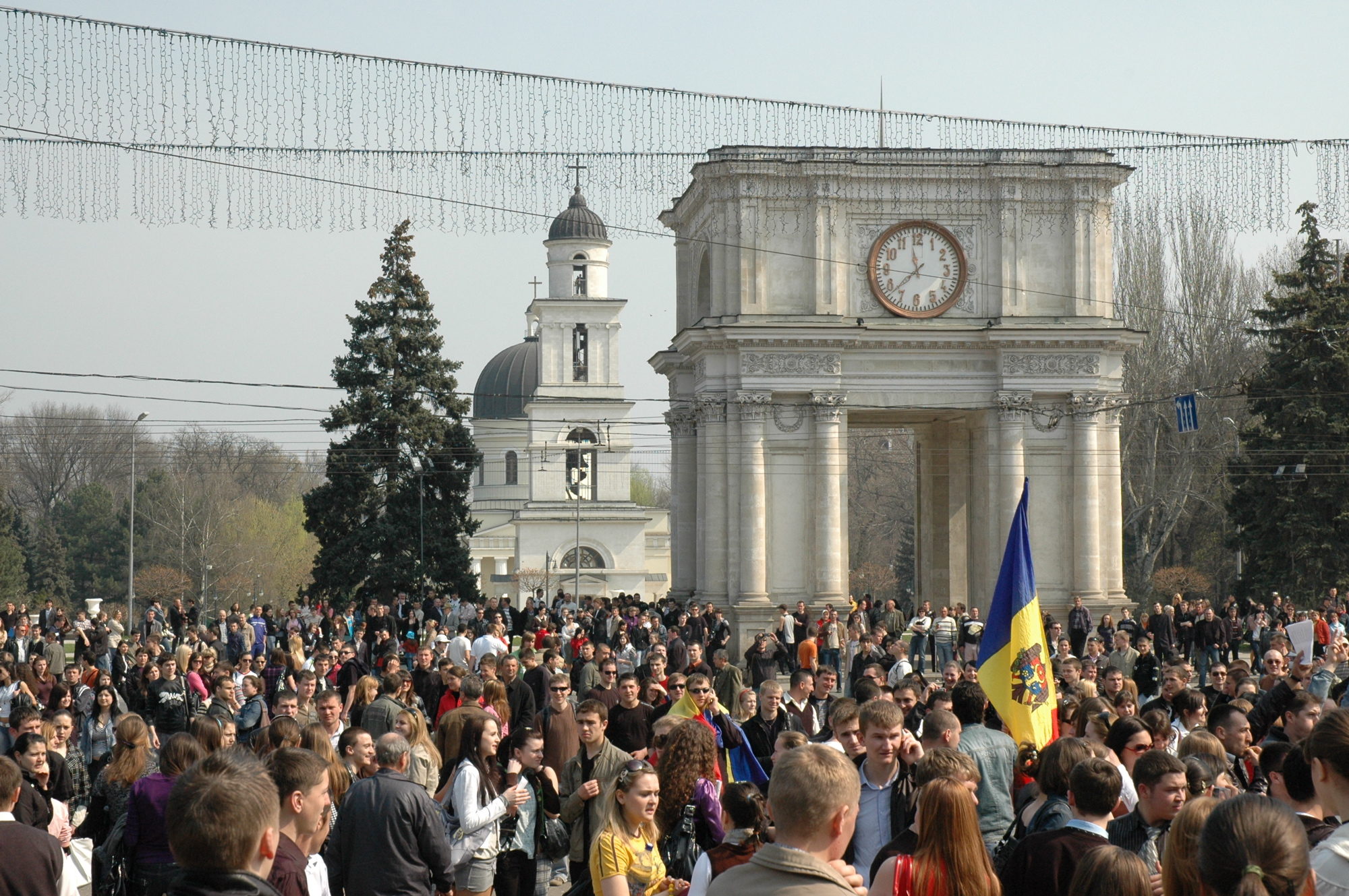
Proteste pașnice în Piața Marii Adunări Naționale

### 6 aprilie: Proteste
După publicarea primelor rezultate oficiale de către Comisia Electorală Centrală, conform cărora Partidul Comuniștilor din Republica Moldova a obținut pentru a treia oară consecutiv majoritatea în Parlament, reprezentanți ai societății civile—Asociația Obștească „Hyde Park” și Think Moldova— au declarat ziua de 6 aprilie drept „Ziuă Națională de Doliu” și au chemat pe cei interesați să se adune pentru a aprinde lumânări în acest sens. Vestea despre demonstrație s-a răspândit rapid prin mesaje text și pe Internet, prin intermediul serviciilor de mesageriei instantanee și a rețelelor sociale, adunând circa 15 mii de participanți. În cele din urmă la manifestație s-au alăturat și liderii principalelor formațiuni de opoziție, care s-au solidarizat cu protestatarii, iar liderul PLDM, Vlad Filat, i-a chemat în mod public să revină pe 7 aprilie pentru a continua demonstrațiile. În același context, Vlad Filat, a declarat că nu recunoaște rezultatul alegerilor din 5 aprilie, anunțând organizarea unor ample acțiuni de protest de comun acord cu Partidul Liberal și Alianța „Moldova Noastră”; Serafim Urechean, liderul Alianței „Moldova Noastră”, a reiterat coordonarea pozițiilor partidelor de opoziție. Tinerii au scandat sloganuri ca „Alegeri repetate”, „Jos dictatura” sau „Nu fraudării alegerilor”, iar protestele s-au desfășurat fără incidente.
Natalia Morar, o jurnalistă dizidentă de origine moldoveană, expulzată din Federația Rusă, și totodată una dintre organizatoarele manifestației, a subliniat caracterul apolitic al manifestației. Grupările pro-democrație au calificat protestele ca o reacție spontană la rezultatele alegerilor, reacție care a crescut rapid în intensitate prin intermediul Internetului și a telefoanelor mobile, în timp ce reprezentanții principalelor partidelor de opoziție nu și-au asumat un rol major în desfășurarea protestelor.

### 7 aprilie: Violențe în centrul Chișinăului

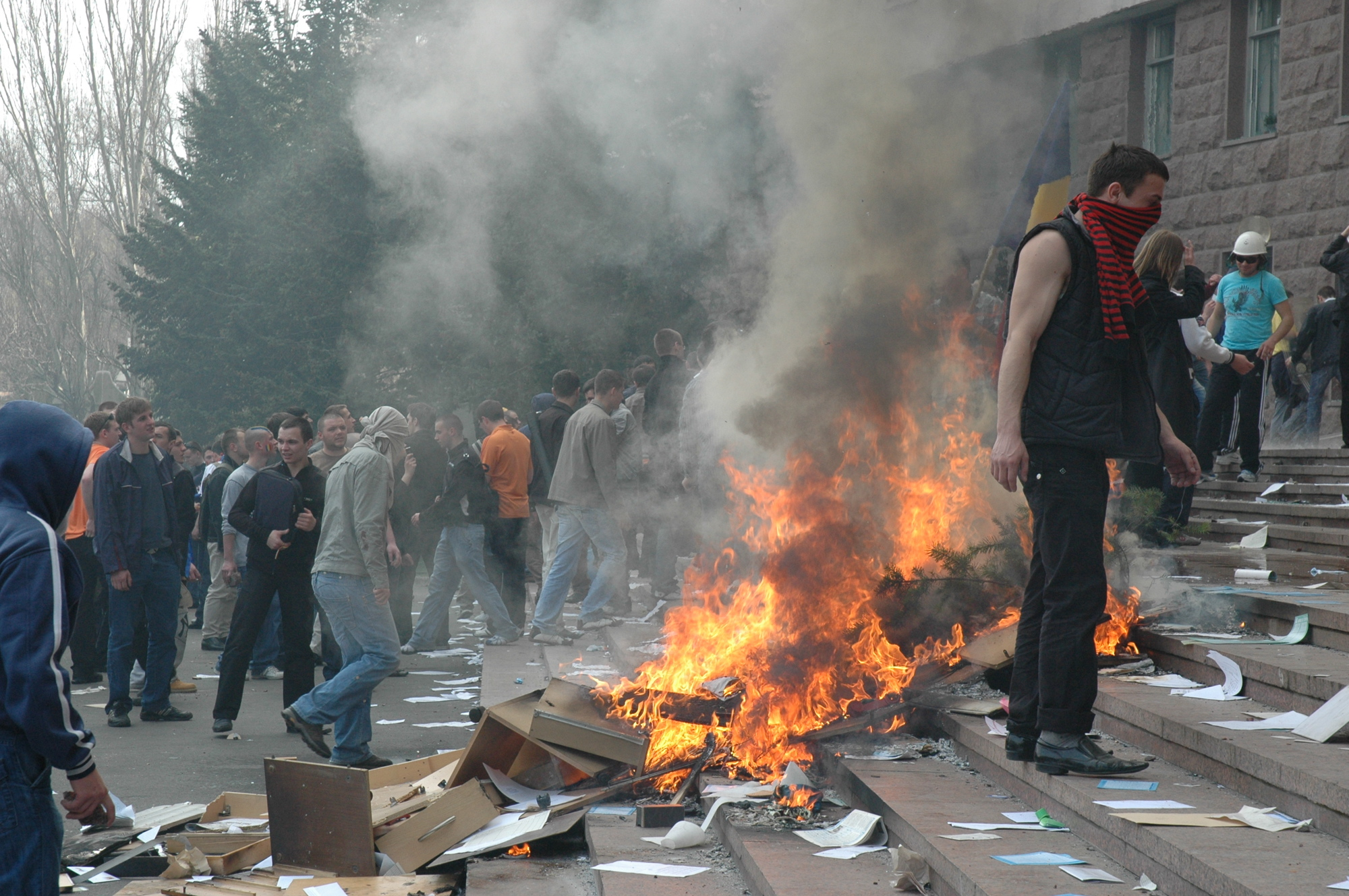
Escaladarea protestelor în fața Parlamentului

A doua zi, pe 7 aprilie, protestele au continuat, culminând cu devastarea clădirilor Președinției și Parlamentului, altercații și acțiuni violente între protestatari și reprezentanții forțelor de menținere a ordinii, precum și arborarea drapelului României și al Uniunii Europene pe clădirile Parlamentului și Președinției.
Președintele Parlamentului, Marian Lupu, a acuzat o tentativă de lovitură de stat, sugerând că aceasta ar fi fost orchestrată din România. Liderii partidelor de opoziție s-au delimitat de violențe, cerând autorităților de stat să nu implice deloc opoziția în aceste violențe, acreditând ideea existenței unor provocatori în rândul protestatarilor. Opoziția a început negocieri cu guvernul, în urma cărora însă, nu s-a ajuns la niciun acord, iar președintele Voronin a continuat, într-un comunicat în limba rusă, să acuze manifestanții de fascism și de tentativă de lovitură de stat.
În timpul zilei, toate unitățile administrative au fost deconectate de la internet, astfel încât lucrătorii din ministere să fie „protejați de știrile despre proteste”. Autoritățile se temeau că oamenii din ministere ar fi putut ieși masiv în stradă sau ar fi putut coopera cu protestatarii pentru deschiderea instituțiilor de stat, potrivit Ziarul de Gardă. Totodată, nicio pagină a presei on-line din Republica Moldova nu a putut fi accesată, iar rețeaua de telefonie mobilă a fost blocată în centrul Chișinăului.

### Calmarea protestelor și reacția autorităților
În cursul nopții de 7 spre 8 aprilie, poliția a făcut uz de arme cu gloanțe oarbe și a arestat 193 de studenți, printre care și jurnalista Natalia Morar, sub acuzația de instigare la violențe.
Imediat după calmarea protestelor—în zilele imediat următoare violențelor protestele s-au desfășurat pașnic în Piața Marii Adunări Naționale—jurnaliștii moldoveni au descoperit mai multe indicii suspecte în privința protestelor violente de la Chișinău: imagini video în care se vede clar cum persoanele care au arborat drapelul României și al UE pe clădirea Președinției au fost ajutate de polițiști în uniforme, retragerea prematură a forțelor de poliție din fața protestatarilor și pasivitatea pompierilor în stingerea incendiului de la Parlament. În legătură cu aceasta, opoziția de la Chișinău a remis câteva declarații de presă în cursul zilei de 9 aprilie acuzând puterea comunistă de provocarea tulburărilor sociale din Moldova. Totodată, au apărut relatări despre agresarea mai multor jurnaliști de la Jurnal de Chișinău și Ziarul de Gardă, precum și sechestrarea unor cetățeni de către persoane în civil în prezența camerelor de filmat.

### Reacții diplomatice
Ministrul de externe rus, Grigori Karasin, și-a exprimat îngrijorarea referitor la „protestele provocate în Republica Moldova” și a reamintit că toți observatorii de la Comunitatea Statelor Independente la Organizația pentru Securitate și Cooperare în Europa au fost de acord că scrutinul din Moldova s-ar fi desfășurat corect. Ministrul de externe al Federației Ruse, Serghei Lavrov, a reiterat lipsa unui temei pentru repetarea alegerilor și și-a exprimat speranța „că atât Uniunea Europeană cât și conducerea României, care a condamnat public violența, vor întreprinde acțiuni pentru ca steagurile și lozincile românești să nu fie folosite drept camuflaj pentru subminarea statalității Moldovei”.
În cursul zilei de 8 aprilie, președintele Vladimir Voronin, președinte în exercițiu după expirarea mandatului de șef al statului pe 7 aprilie, a repetat acuzațiile că România s-ar fi aflat în spatele protestelor violente de la Chișinău, anunțând expulzarea ambasadorului român la Chișinău, Filip Teodorescu, și reintroducerea sistemului de vize pentru cetățenii români. Într-un comunicat de presă, Ministerul Afacerilor Externe al României a respins categoric acuzațiile președintelui Vladimir Voronin privind presupusa implicare a României în acțiunile de protest, calificând declarațiile drept provocări. În același comunicat se menționa caracterul aberant al măsurilor unilaterale de introducere a sistemului de vize pentru cetățenii români dornici să intre în Republica Moldova. Pe 9 aprilie, Uniunea Europeană a cerut Republicii Moldova normalizarea relațiilor cu România. În acest sens, Mihnea Constantinescu a primit, în regim de urgență, avizul comisiilor de politică externă ale Senatului și Camerei Deputaților ale României pentru postul de ambasador al României în Republica Moldova, însă Ministerul Afacerilor Externe și Integrării Europene al Republicii Moldova a refuzat propunerea printr-o notă verbală.

### Urmări
Concomitent, Comisia Electorală Centrală a adoptat o decizie privind punerea la dispoziția formațiunilor de opoziție a listelor de alegători, pentru depistarea unor presupuse fraude. Cu toate acestea, secretarul Comisiei Electorale Centrale, Iurie Ciocan, a dezmințit la radio RFI informațiile apărute în presă potrivit cărora Comisia Electorală Centrală ar fi urmat să inițieze procesul de renumărare a voturilor din 5 aprilie, motivând inexistența unui temei legal pentru inițierea acestei proceduri. În aceeași zi, autoritățile moldovene au transmis o cerere de extrădare pentru omul de afaceri moldovean Gabriel Stati, reținut pe teritoriul Ucrainei, în cadrul anchetei declanșate privind implicarea sa în presupusa tentativă de lovitură de stat.